# One Way Sport Oy
One Way Sport Oy est un fournisseur d'équipements et d'habillement pour le Ski de fond, la marche nordique, et le rollerski. Le siège de l'entreprise se situe à Vantaa en Finlande.
L'entreprise a été fondée en 2004 par Andreas Bennert, et a évolué d'un fabricant exclusif de bâton de ski de fond à un équipementier complet dans le domaine du ski de fond.
Les athlètes professionnels les plus connus utilisant les produits One Way sont: Aino-Kaisa Saarinen, Kristin Størmer Steira, Tobias Angerer, Marianna Longa, Vincent Vittoz, Anders Aukland, Dario Cologna, Martin Fourcade.
À partir de la saison 2010/2011, One Way devient le fournisseur officiel des équipes de france de ski de fond et de biathlon.